# Seznam libanonskih pisateljev
Seznam libanonskih pisateljev.

## A
Naguib Azoury -

## G
Khalil Gibran (1883-1931) -

## H
Joseph Harb -

## K
Gasan Kanafani (1936-72) - Malcolm Kerr - Elias Khoury

## M
Amin Maalouf - 

## P
Walid Phares - 

## S
Georges Schéhadé (dramatik) - Hanan al-Shaykh

## Z
Džurdži Zajdan